# Церковь Евангелиста Иоанна (Тюбинген)
Церковь Иоанна Богослова (нем. Pfarrkirche St. Johannes Evangelist) — католическая приходская церковь в Тюбингене, неоготическое здание которой было построено в период с 1875 по 1878 год архитектором Йозефом фон Эгле. 28 ноября 1878 года епископ Карл-Йозеф Гефеле освятил храм в честь Евангелиста Иоанна.

## История и описание
В связи с ростом населения города Тюбинген, произошедшем в середине XIX века, старая приходская церковь Иоанна Богослова стала слишком тесной для многочисленных прихожан. В результате в 1862 году был основан комитет по строительству нового здания: в 1872 году проект нового храма был заказан архитектору Йозефу фон Эгле. Спустя шесть лет, 28 ноября 1878 года епископ Роттенбург-Штутгарта Карл-Йозеф Гефеле освятил новую церковь в честь Иоанна Богослова.
Стилистически здание является типичным представителем неоготического стиля, широко распространенного в тот период в церковной архитектуре. Многие элементы здания, возведенного в последней четверти XIX века, были заимствованы у средневековых церквей, в частности у храмов нищенствующих орденов и доминиканской церкви Святого Павла в городе Эслинген-ам-Неккар.
После Второй мировой войны темный интерьер и неоготическая обстановка церкви перестали отвечать как изменившимся вкусам прихожан, так и литургическим потребностям. Поэтому в 1959 году была разработана концепция обновления церкви; само обновление интерьера было осуществлено в период с 1961 по 1964 год. Новый тимпан и рельефные двери были созданы по эскизам германо-австрийского художника Тони Шнайдер-Манселла. Из интерьера были убраны многие элементы старого декора— а за счет новых украшений и высоких окон он стал заметно светлее. Ульмский художник Вильгельм Гейер выполнил новые витражные окна храма.
Первым органом «Йоханнескирхе» был инструмент, построенный мастером Генрихом Конрадом Бранманом в 1880 году. В 1962 году орган Бранмана был заменен новым инструментом швейцарской компании «Späth Orgelbau AG» (Рюти), но уже в 1980-х годах было принято решение о замене данного инструмента. 4 февраля 1990 года был торжественно открыт новый орган, созданный мастерам австрийской компании «Rieger Orgelbau» (Шварцах).